# Wieża Bismarcka w Wieleniu
Wieża Bismarcka w Wieleniu – wieża Bismarcka znajdująca się na Wzgórzu 3 Maja w Wieleniu. Obecnie jest w ruinie.

## Historia
Pomysłodawcą budowy wieży był dr Feliks Beheim ze Schwarzbachu, członek Towarzystwa Upiększania. Budowa była możliwa dzięki wsparciu miast i darowiznom ludności. 1 kwietnia 1902 położono kamień węgielny, a 21 czerwca odbyło się uroczyste otwarcie.

## Dane techniczne
- wysokość: 13 metrów
- wykonanie: cegła palona i kamień polny
- koszt: 5000 marek